# Santa Cruz Tilapa
Santa Cruz Tilapa Copala es una comunidad triqui perteneciente al municipio de Santiago Juxtlahuaca, Oaxaca, México.

## Toponimia
Tilapa proviene del náhuatl y significa ‘en el agua negra’ (Bradomin, 1955) y para Martínez Gracida (1883) el nombre de este lugar en mixteco es Yutatutu ‘rio del carbón’, por lo que en triqui su nombre tiene el mismo significado: Nichrun, na 'agua' y chrun (ahora chro) 'negro o tizne'.

## Ubicación geográfica
Santa Cruz Tilapa se localiza al sur de Santiago Juxtlahuaca, municipio a la cual pertenece y entre las montañas al oeste de san Juan Copala, pueblo que alguna vez fue su cabecera municipal. Para acceder a Santa Cruz se tiene que entrar por un camino de terracería que se sitúa entre el Diamante y Agua Fría Copala en un recorrido de 14 kilómetros. El lugar donde está establecida la población es muy reducido, tiene la forma de una meseta alargada que por ambos lados pasan dos corrientes de agua que nacen en las colinas de las montañas circundantes. Santa Cruz Tilapa se encuentra a 1320 metros de altitud sobre el nivel del mar, con un clima templado.

## Historia
Los habitantes del lugar denominado ‘Loma de corral’ se separan de Tilapa el año de 1975 por problemas internos que se suscitaron en aquel entonces, el primer líder natural del pueblo fue el Sr. Antonio Ramírez López y el primer agente de policía municipal fue el Sr. Carlos Sánchez Hernández, el 1979 se establecen en donde moran en la actualidad.

## Fiesta
Las fiestas en la región triqui baja se celebran en grande, para realizarlas participan la mayoría de los habitantes de cada comunidad. En Santa Cruz, las fiestas que se celebran son: de casamiento y los bautizos, el de dios rayo o San Marcos (que se vincula con el pedimento de la lluvia) y finalmente el de la Santa Cruz, que es la fiesta más grande.

### Fiesta de Santa Cruz

#### Inicios de la celebración
Empezaron a festejar esta fiesta porque hace tiempo un señor talló una cruz de madera y lo colgó en su casa, alguien le dijo que el día tres de mayo se celebraba el día de la Santa Cruz y le aconsejó que este hiciera algún tributo a su cruz, el señor empezó a arreglarla y preparaba comida para los vecinos, se encargó de realizar esta fiesta hasta que falleció, entonces los habitantes decidieron organizarse para seguir celebrándolo, y nombraron a un mayordomo que se encargara del evento. Al principio solo se daba mole de frijol y tepache a los vecinos, quienes llevaban totopos y flores para la fiesta. Después de separarse de Tilapa los vecinos decidieron ponerle el nombre de Santa Cruz Tilapa a su comunidad, de ahí que esta fiesta se convirtió en la principal.

#### Días previos a la celebración
La fiesta se lleva a cabo los días 1, 2 y 3 de mayo. Antes de estos días el mayordomo y sus seguidores preparan todo lo necesario para el evento, a finales del mes de abril se compran los cohetones, refrescos, cervezas y las reses. 

#### Primero de mayo
A las seis de la mañana se anuncia por el aparato de sonido para comisionar a las personas: los niños se encargan de recoger la basura en las calles, los jóvenes a pintar las canchas, los adultos a limpiar las hierbas del perímetro escolar, otros a adornar las calles, los mayordomos están pendientes en la casa del mayordomo principal mientras que un grupo de aproximadamente 15 adultos matan las reses para la fiesta. Son tres las reses que se matan en este día dejando otro para el segundo de mayo. Como a las nueve de la mañana se reúnen todos los participantes de las diferentes actividades en la mayordomía para almorzar el caldo de res que han preparado las mujeres.
Después del almuerzo todos regresan nuevamente a realizar sus actividades hasta terminarlos. Durante el día llegan otras personas a dejar flores al mayordomo, a estos se les da un poco de tepache y también comida. En este día también llegan los encargados de armar los juegos pirotécnicos que se quemaran al siguiente día. Por la tarde llegan los músicos y todas las actividades ya están listas para el día siguiente, por lo tanto, se ponen a bailar con la banda musical hasta las nueve de la noche.

#### Dos de mayo
El trabajo se acumula para las mujeres en este día, ya que tienen que levantarse desde las cuatro de la mañana para lavar la carne y los trastes a utilizar, a esa misma hora se truenan unos 10 cohetones para levantar a los vecinos, pues todos tienen que estar pendientes para lo que se necesite. En este día se inician los eventos deportivos de rama varonil y femenil de básquetbol, llegan muchos visitantes, casi todos provenientes de pueblos vecinos, los mayordomos se encargan de dar de almorzar y comer a todos los que lleguen, a las 11:00 de la mañana se anuncia para que los equipos presentes se inscriban en el torneo, en esta noche se queman los juegos artificiales, los toritos primero y después los juegos artificiales, al terminar este evento se empieza con el baile.

#### Tres de mayo
Último día de la fiesta, se realiza una misa en honor a la Santa Cruz, los nuevos mayordomos bailan con los salientes y los nuevos reciben sus platos (ko’o chij a), este día se culminan los eventos religiosos y deportivos.